# Bernardo de Huarte
Bernardo de Huarte (Huarte-Araquil, hacia 1689-¿Madrid? 1701) fue un impresor español, activo en San Sebastián. En 1695 se desplazó a Pamplona para imprimir el tomo II de los Anales del Reino de Navarra.

## Vida y trabajos
Natural de la localidad navarra de Huarte Araquil, era hijo de Francisca de Aculodi y del impresor Martín de Huarte o Ugarte, nacido en Huarte Araquil, quien, desde 1667 hasta su muerte en 1677, desempeñó el cargo de “Impresor de la Provincia de Guipúzcoa”, creado a solicitud suya.
Bernardo, junto con su hermanastro Pedro, se formó como tipógrafo en Francia y compartió el cargo de impresor oficial de la provincia de Guipúzcoa. En 1689 figura como impresor juntamente con su madre, Francisca de Aculodi, en San Sebastián ya que en ese año publica la gaceta Noticias principales y verdaderas.
Estableció temporalmente su taller en Pamplona para imprimir el tomo II de los Anales del Reino de Navarra, publicado en 1695, tal y como se anuncia en la portada: “En Pamplona, por Bernardo de Huarte, impresor de la muy Noble y muy Leal Provincia de Guipúzcoa”.
En esa fecha había en la capital navarra dos talleres, el de Juan Micón y el de Francisco Antonio de Neira; la llegada de Bernardo de Huarte para realizar una impresión institucional como los Anales da indicios de la escasa capacidad y fiabilidad de los impresores pamploneses de aquellas fechas.
Concluido en encargo de Pamplona, se trasladó a Tolosa para imprimir “el libro de los fueros”, de aquí volvió a San Sebastián. En esta ciudad, en 1701,  imprimió la  Relación del tránsito del señor Felipe V, rey de España.
Múgica da noticia de que finalmente se estableció en Madrid, aunque no se conocen obras suyas con el pie de imprenta de esta población. De cualquier manera su producción de libros debió de ser corta, en torno a media docena.